# Obereopsis semifuscipennis
Obereopsis semifuscipennis là một loài bọ cánh cứng trong họ Cerambycidae.